# 似島検疫所

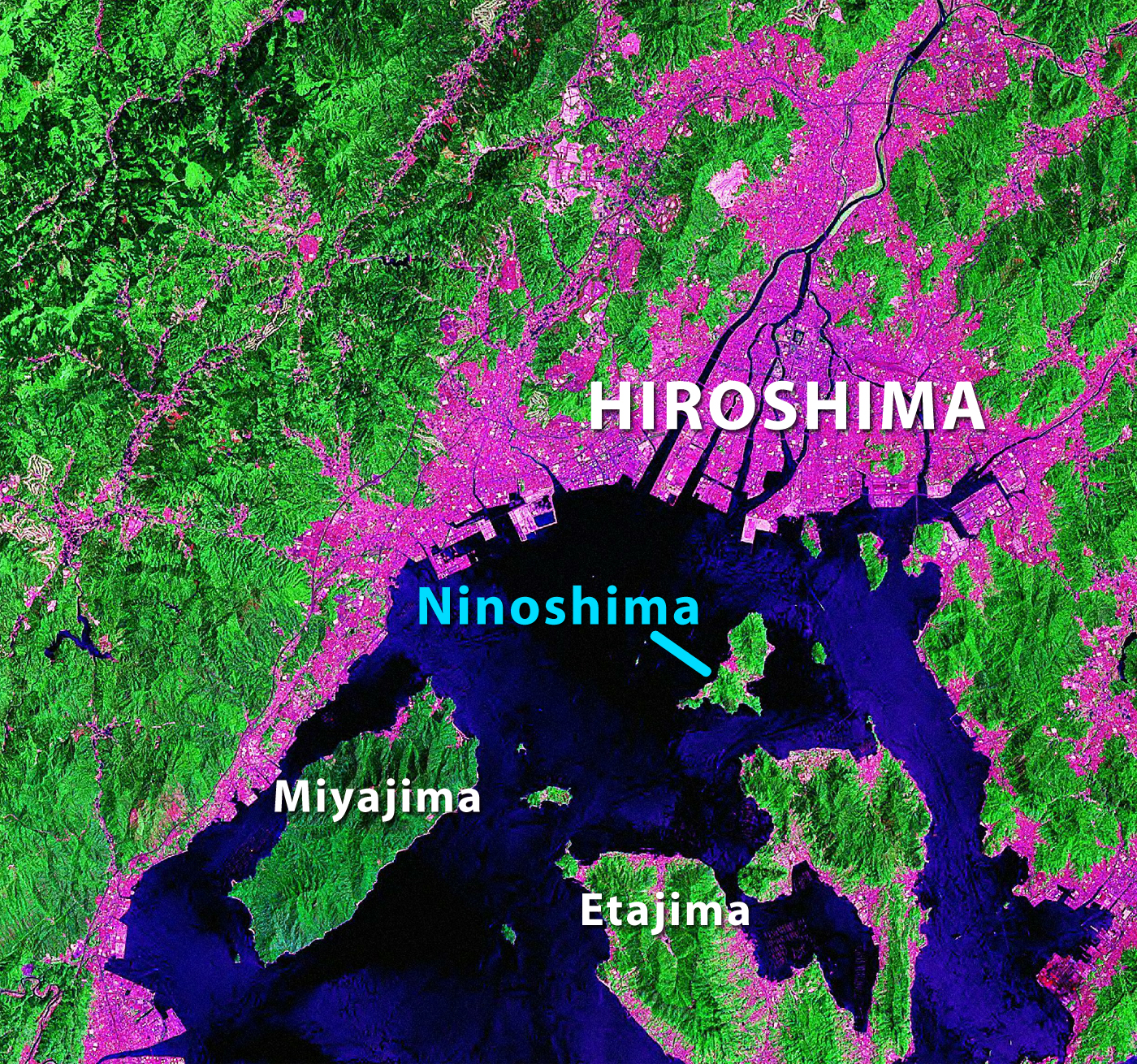
ランドサット衛星写真より作成。水色文字位置が似島。検疫所は海に面した島の東半分の敷地に置かれた。

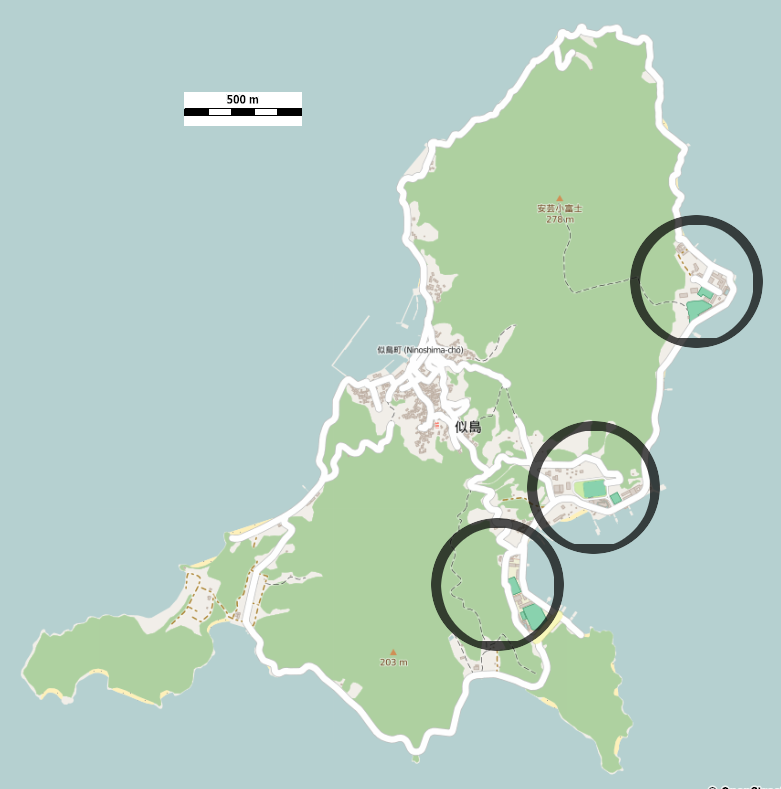
検疫所の位置を示した地図。上から第一、第二、馬匹検疫所。

似島検疫所（にのしまけんえきしょ）は、かつて大日本帝国陸軍が広島県安芸郡仁保島村（現広島市南区似島町）の似島に設置した検疫所。戦争に際しては、施設内に俘虜収容所も設けられた。

## 概要
似島は瀬戸内海の広島湾に浮かぶ有人島で、広島市街（宇品地区）から南へ約4.4キロメートルに位置する。
1895年（明治28年）、日清戦争の帰還兵のために大日本帝国陸軍が似島の東岸に整備した検疫所である。所管は海軍単独→陸軍・海軍の分割管理→陸軍単独と変遷しながら第二次世界大戦末期まで検疫業務を続け、1945年（昭和20年）の広島市への原子爆弾投下の際には被爆者の臨時救護所として機能した。戦後は厚生省（現厚生労働省）の検疫所として機能したが、1958年（昭和33年）閉鎖した。また、日露戦争および第一次世界大戦時には検疫所内に俘虜（捕虜）収容所が設けられ、当時としては貴重な文化交流が行われた記録が残っている。
島の東側の海沿いの平地全てに関連施設があり、うち似島町字長谷つまり島の中心から見て北東部の突端付近の平地に創設当初からあった通称「第1検疫所」が、似島町字東大谷つまり島の中心から見て南東の湾内に通称「第2検疫所」と軍馬用の「馬匹検疫所」が設置された。
島には現在も、かつての検疫所の遺構がいくつか残っている。

## 沿革

### 背景

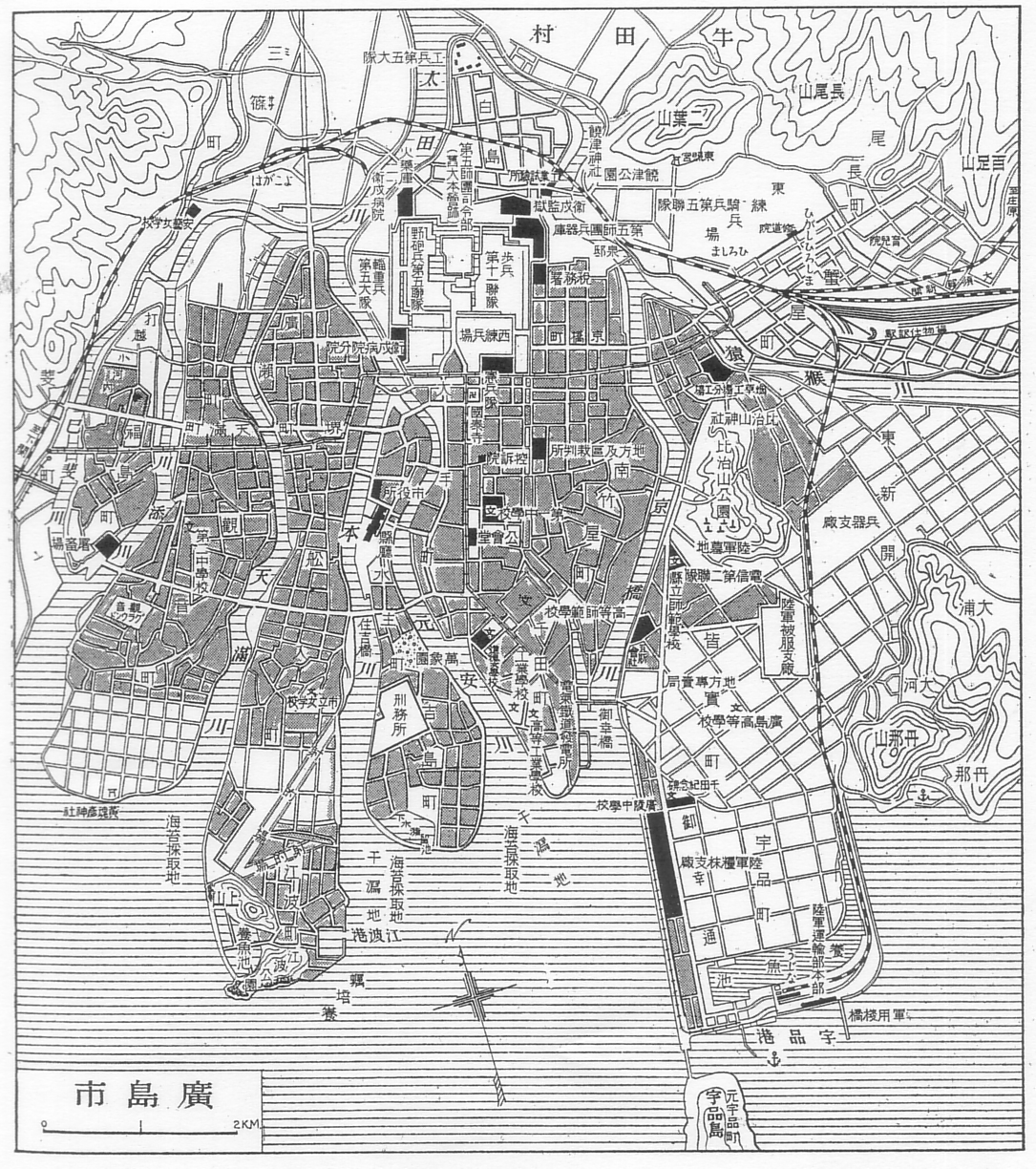
1930年ごろの広島市地図。右上に広島駅、右下に宇品港がある。上写真と位置関係を参照。

1894年（明治27年）7月、日清戦争勃発、この際広島市に大本営（広島大本営）が置かれた。これは、当時東京を起点とする鉄道網の西端が広島駅であったこと、大型船が運用出来る港である宇品港（広島港）があったためであり、その港は出征兵士・輸送物資の玄関口、つまり兵站基地となった。
この年には明治天皇が広島に移り、帝国議会が広島で行なわれ、臨時首都として機能した。
戦地では伝染病が流行した。これは広島も同様で、1895年（明治28年）3月から同年11月つまり戦争末期から終戦後兵士が凱旋して以降にかけて、県内で3,910人（死者2,957人）、うち市内1,308人のコレラ患者が発生した。
なかでも、当時大本営参謀総長である有栖川宮熾仁親王が広島で発症した腸チフスで1895年1月薨去するなど、指揮にも影響した。そこで広島では、例えば、陸軍による市街地の徹底消毒や、近代上水道布設など対策が取られるようになる。特に宇品へ上水を送る「広島軍用水道」(牛田浄水場）は天皇の勅令という異例の形で決定した。
この状況の中で、医務局長として天皇とともに広島入りした軍医石黒忠悳が、戦争帰還兵に対して伝染病の検疫・消毒を行うため大検疫所設置を主張、創設されたのがこの似島検疫所である。

### 検疫所創設

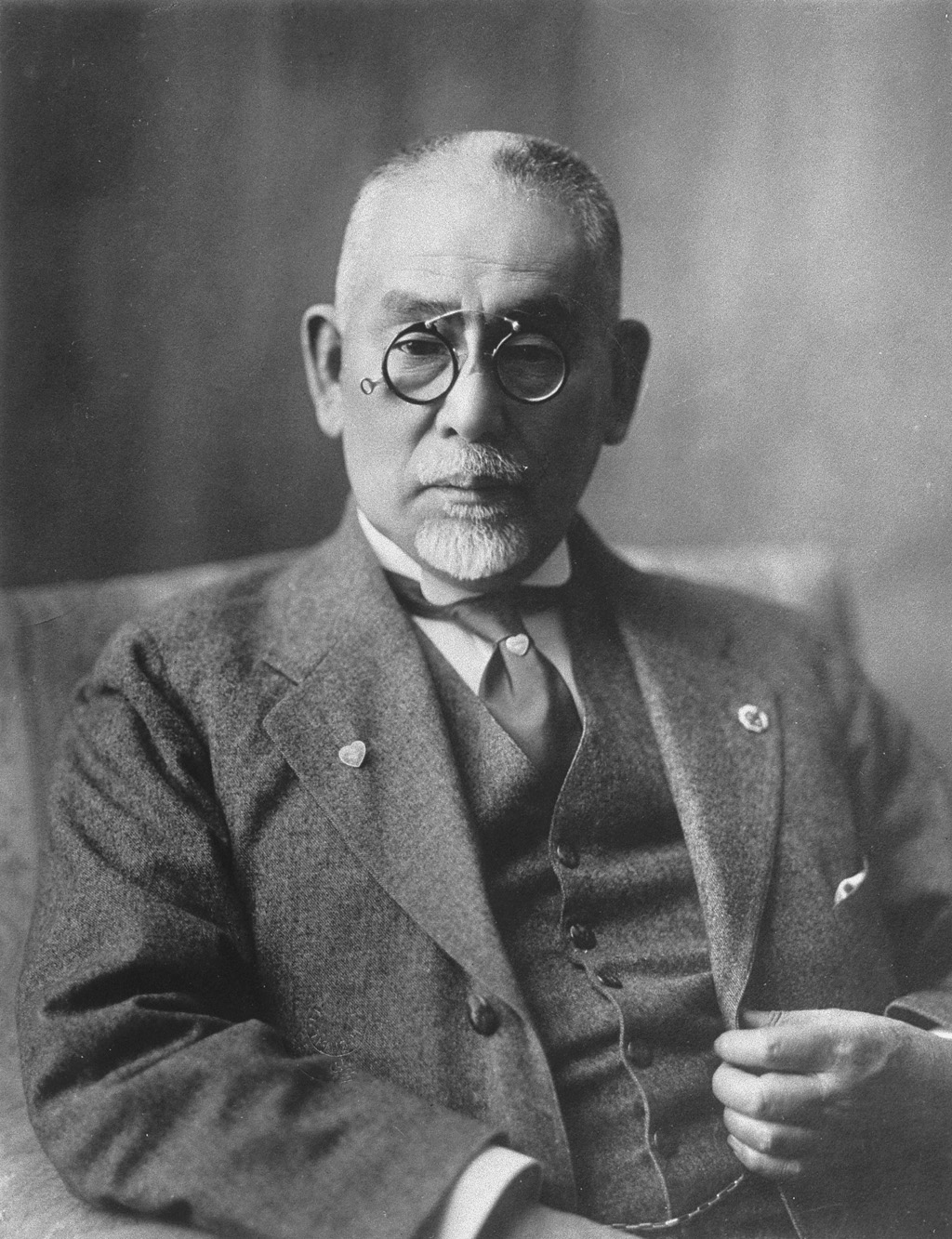
後藤新平

1895年（明治28年）4月1日、勅令第33号"臨時陸軍検疫部官制"公布、似島の字長谷に臨時陸軍似島検疫所として開設が決定した。似島に検疫所が置かれたのは、宇品港のすぐ沖合に位置していたからである。
後藤新平臨時陸軍検疫部事務局長の指揮のもと彦島検疫所（下関市彦島）・桜島検疫所（大阪市桜島）とともに整備され、うち似島は2ヵ月の突貫工事で建設され、同年5月30日完成、同年6月1日開所し検疫業務に入る。開所直後である同年6月7日には北里柴三郎博士が新しい熱気消毒用機器である蒸気式消毒罐の実験のために訪れている。また、同敷地内に付属の避病院（伝染病隔離施設）も設けられた。広島市内には分院もつくられ、その中の一つである似島避病院舟入分院はのち市に払い下げられ、現在は広島市立舟入市民病院として存続している。
日清戦争は同年4月21日に終結、同年4月27日大本営を京都に移し明治天皇は広島を出発したことから、検疫所の運営は皇族および主要高官が広島を離れたあとに開始したことになる。
これら検疫事業は当時前例のない規模のもので、特に似島検疫所施設群は当時世界最大級のものだった。この検疫事業は当時海外でも評価が高く、例えば第3代ドイツ帝国皇帝ヴィルヘルム2世から激賞されている。ただこの間、検疫所職員の中で53人も病気感染による死亡者を出しており、その慰霊碑は現在市内東区饒津神社境内にある。
対策が実り流行を過ぎた1895年9月ごろにはコレラ患者が激減している。膨大な人員の検疫を成功させた後藤は検疫部長である児玉源太郎陸軍次官から大きく評価され、その後第4代台湾総督に就任した児玉によって民政局長に抜擢されることになる（児玉・後藤政治）。また、この時期に乙未事変関係者の三浦梧楼達がここで検疫を受けていた最中に逮捕されている。

### 日清戦争以降
その後、帰還兵の検疫も終了、陸軍第5師団に移管されるも検疫業務としては休止状態となった。そこへ1897年（明治30年）8月、日本海軍に移管され呉鎮守府所管となった。
日露戦争が始まると日清戦争時よりも更に傷病兵が出たことから、1904年（明治37年）4月再び陸軍第5師団に移管され、この際の取り決めにより陸軍・海軍共にここで検疫を行うことになった。施設の充実が始まり、1905年（明治38年）1月字東大谷に通称「第二検疫所」が設けられ、当初からあった施設は通称「第一検疫所」と呼ばれるようになる。
当時の陸軍および海軍の資料における正式名称は「似島検疫所第一消毒所」「似島検疫所第二消毒所」。検疫人数は一日あたり8,000人を想定して整備された。この戦争から日本人だけでなく俘虜（捕虜）も検疫している。また第一検疫所にあった避病院は閉鎖され、広島衛戍病院（のち広島陸軍病院）で対応することになった。1906年（明治39年）に陸軍運輸部の管轄となった。
1910年（明治43年）第一検疫所の大部分を海軍に移管、つまり第一を海軍が第二を陸軍が管理することになり、第一は「呉海軍病院似島消毒所」として運用されることになった。その後海軍消毒所（第一検疫所）は老朽化が進み、1923年（大正12年）海軍消毒所は三ツ子島（呉海軍病院三ツ子島消毒所）に移設され、海軍消毒所つまり旧第一検疫所は倉庫として用いられるようになった。1940年（昭和15年）には第二検疫所の南側に軍馬用の「馬匹検疫所」が設置される。
以下に、昭和初期までの検疫実績を示す（広島市調べ）。なお日中戦争でも検疫が行われているが、記録は不明。
|                | 期間                           | 船舶数（隻） | 人数（人） |
| -------------- | ------------------------------ | ------------ | ---------- |
| 日清戦争       | 1895年6月1日～1896年1月11日    | 441          | 96,168     |
| 日露戦争       | 1904年1月1日～1906年6月14日    | 1,753        | 663,443    |
| 第一次世界大戦 | 1914年12月2日～1915年1月1日    | 95           | 45,564     |
| シベリア出兵   | 1918年11月10日～1922年10月29日 | 296          | 152,188    |
| 第一次山東出兵 | 1927年9月                      | -            | 約7,000    |
| 第二次山東出兵 | 1928年7月19日～1929年5月13日   | 44           | 27,947     |
なお海軍のものであった旧第1検疫所、つまり後の倉庫群は太平洋戦争末期には陸軍の施設となっている（下記参照）がまた陸軍に移管された時期は不明。例えば南側は陸軍兵器支廠似島弾薬庫となるが、発端は当時市内東新開町あった陸軍兵器支廠で1921年（大正10年）8月8日爆発事故を起こしたためここ似島に移したものであるが、移転年度は不明である。

### 捕虜収容所併設
元々この地に俘虜収容所が併設されたのは日露戦争の時である。1905年（明治38年）ロシア人捕虜を収容する「露西亜俘虜収容所」が似島第一検疫所に併設され、最大2,391人収容していた。ただこの日露戦争時の捕虜は検疫後一時的に収容されていたものであり、ここから宇品へ渡り全国の収容所へ送られたと現在では考えられている。
第一次世界大戦の局面で日独戦争が勃発、戦争終結後当時大阪市にありドイツ人捕虜（日独戦ドイツ兵捕虜）を収容していた「大阪俘虜収容所」が手狭となったことから閉鎖し移転することになった。1917年（大正6年）2月19日、その移転先として似島第二検疫所内に似島俘虜収容所が開設した。所長は大阪収容所所長の菅沼來がそのまま務め、ドイツ将兵536人、オーストリア兵9人、計545人が移送されている。なお下記でも分かる通り、全員兵士として管理していたが非戦闘員も含まれていた。
第一次世界大戦勃発以降、俘虜収容所は全国各地につくられたが、それらは似島・久留米俘虜収容所（福岡）・板東俘虜収容所（徳島）・青野原俘虜収容所（兵庫）・名古屋俘虜収容所（愛知）・習志野俘虜収容所（千葉）と最終的に6つに統合され、中でも似島は板東とともに最終的に整備された俘虜収容所であり、唯一島に作られた収容所となった。
ここに収容されたドイツ人捕虜はハーグ陸戦条約で守られいくつかの自由が許されており、彼らの一部は日本の文化に多大な影響を与えている。
- カール・ユーハイム - バウムクーヘン

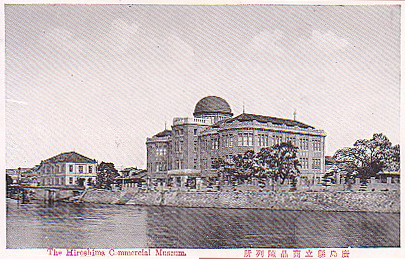
広島県商品陳列所

  - 日独戦争当時、青島で暮らす非戦闘員だった[20]。
  - 似島収容所内で、日本で初めてとなるバウムクーヘンを焼き上げて、1919年（大正8年）3月4日から12日にかけて広島県商品陳列所（現在の原爆ドーム）で行われた「似島独逸俘虜技術工芸品展覧会」で日本初となるバウムクーヘンの製作即売も行っている[20][26]。この展覧会の売れ筋商品だったこと、盛況の様子が地元紙中国新聞に取材されていることがわかっている[17]。
- ヘルマン・ウォルシュケ - ソーセージ・ホットドッグ
  - ドイツでは食肉加工職人であり、日独戦争当時はドイツ兵だった[20]。
  - ヘルマンの他、ヒューゴー・シュトルおよびルートヴィヒ・ケルンの3人は、広瀬町上水入町（現広島市中区）にあったハム製造会社"酒井商会"で食肉加工の技術指導を行っている[20][17]。この時の様子は大正8年12月25日付中国新聞に掲載されている。
  - ヘルマンも似島独逸俘虜技術工芸品展覧会でソーセージを出品した。ユーハイムに展覧会でバームクーヘンを出品するよう助言した一人でもある[20]。
  - 解放後日本に留まり、1934年（昭和9年）阪神甲子園球場で行われた日米野球で、日本で初めてホットドッグを販売した[20][27]。この「ヘルマンドック」は、復刻の形で2014年現在でも甲子園球場で販売されている[28]。
- カール・F・グラーザーら"似島イレブン" - サッカー
  - 元々ドイツ人捕虜サッカーチームは大阪収容所時代に結成されたもので一軍と二軍の2チーム存在し、彼らは資料によっては"似島イレブン"と呼ばれている[20]。そのキャプテンがグラーザーだった。
  - 1919年1月26日、親善を目的として似島イレブン二軍チームと広島高等師範学校や広島県師範学校や各附属学校合同チームとサッカーの試合が行われ、大差で似島イレブンが勝利している[20][26]。これらドイツ人捕虜チームとの試合は、日本初のサッカー国際試合とも言われている[20][29]。
  - このとき広島高師の主将を務めた田中敬孝は捕虜のサッカー技術の高さに驚き、試合後、軍の許可を得てグラーザー達からサッカーを教わっている[20][26]。田中は翌年から広島一中の監督として指導し、ドイツ人から教わったという話を聞きつけた関西の師範学校から指導に来るよう頼まれるほど、捕虜のサッカー技術知識は需要があったという[26]。
  - ユーハイムは大阪収容所時代にゴールキーパーとして参加していた記録が残っている[20]。
  - 似島イレブンとして広島で試合に出た一人であるフーゴー・クライバーは、ドイツに帰国後ヴァンバイル（ドイツ語版）でサッカークラブ「SV ヴァンバイル」を創設した[26]。このクラブは後にドイツ代表ギド・ブッフバルトを輩出している[26]。

その他の交流として、1919年5月18日広島市内でドイツ人捕虜による音楽会が開かれた記録がある（詳細は不明）。
第一次世界大戦終結後、随時ドイツ人捕虜は解放され、この収容所は1920年（大正9年）4月1日閉鎖されている。

### 被爆者救護
太平洋戦争末期、帰還兵が減少したことから検疫業務がほぼ行われなくなった。第一検疫所は倉庫群つまり陸軍兵器補給廠似島弾薬庫と陸軍運輸部似島倉庫として用いられ、第二検疫所と馬匹検疫所は陸軍船舶司令部所属（暁部隊）の船舶防疫部および船舶衛生隊が駐屯していた。
1945年（昭和20年）8月6日午前8時15分、広島市への原子爆弾投下。似島は爆心地から海を隔てて島の北端で約8.3キロメートル、島の南端で約11.5キロメートルのところに位置した。この時、似島検疫所は被爆者救護のために重要な役割を果たした。当時建物被害はほぼなく、薬品類や医療器具の備蓄が約5,000人分あったことから、市内から船で被爆者が次々と運び込まれた。ここまで運び込まれたのは、市内中心部の病院がほぼ壊滅し、残ったものも多数の被爆者が訪れたことから麻痺状態となったことに加え、当時原爆症が伝染病の一つである赤痢だと誤認されていた部分もある。さらに広島市は太田川水系の三角州に形成された街で市中心部へは船で遡って行くことができたため、ここに駐屯していた暁部隊は船で救護に向かい、そのままここまで運び込まれたためでもある。倉庫として用いられていた旧第一検疫所ではなく、第二検疫所に運ばれている。
同日午前10時ごろ、被爆者の第一陣が検疫所に到着。以降も受け入れが続いて薬もすぐ底をつき、同日夜には島内施設はパンクする状況となり、別の収容所へ移される事態となった。検疫所に運ばれた負傷者は被爆後20日間で10,000人といわれる。船で運ばれる途中で亡くなった者や検疫所で亡くなった者、さらに宇品や金輪島・己斐などからも運び込まれた死体が溢れかえり、当初は火葬されていたがそれも追い付かなくなり、島に掘られた防空壕へ単純埋葬された。身元不明の遺体も多く、一人ずつ墓を建てられないということで、後に千人塚が建立された。
検疫所に運ばれた人物の一人に、第2総軍教育参謀中佐で市内で被爆した李鍝がおり、この地で亡くなっている。
同月12日ぐらいから負傷者は五日市町・廿日市町・宮島町・大竹町などの他の病院施設に移されていき、同月25日には残った500人の負傷者全てが他へ転送され、救護所としての検疫所は閉鎖された。

### 閉鎖と現状
検疫所自体は戦後も用いられており、翌1946年（昭和21年）から厚生省の管轄となって引き揚げや復員兵の検疫を行いつつ、規模を縮小しながらも存続した。1958年（昭和33年）施設の老朽化に伴い、似島検疫所は完全に閉鎖された。
一方で検疫所施設は戦後直後から他の用途へ転用された。まず1946年9月3日第一検疫所敷地内に「広島県戦災児教育所似島学園」（現在の似島学園）が開設される。第二検疫所には1965年（昭和40年）「平和養老館」と1984年（昭和59年）「広島市似島臨海少年自然の家」が開設、馬匹検疫所には1949年（昭和24年）広島市立似島小学校および広島市立似島中学校が移設している。
似島で亡くなった人の具体的な数は現在もわかっていない。広島市は1947年（昭和22年）以降数度にわたり島内で発掘作業を行い、遺骨や遺品を遺族に返還している。島内には検疫所関連の遺構や慰霊碑が多数存在している。
似島には捕虜収容所時代の文化が残っており、例えば似島臨海少年自然の家ではバウムクーヘン作りが体験できる。また、似島はある時期には「サッカーの島」と呼ばれ、似島学園創設者・森芳麿の息子である森健兒・森孝慈兄弟、堀口照幸や沖野等、似島中学校教諭の渡部英麿など多くのサッカー選手を輩出している。
2011年（平成23年）の広島平和記念式典では、原爆死没者慰霊碑に捧げる献水に当地の井戸水が採用されている。

## 略歴
|        | 第一検疫所                                | 第二検疫所                                | 馬匹検疫所                |
| ------ | ----------------------------------------- | ----------------------------------------- | ------------------------- |
| 1895年 | 似島臨時陸軍検疫所開所                    | --                                        | --                        |
|        | 移管、第五師団似島検疫所                  | --                                        | --                        |
| 1897年 | 海軍に移管、呉鎮守府似島消毒所            | --                                        | --                        |
| 1904年 | 陸軍に移管、第五師団似島検疫所            | --                                        | --                        |
| 1905年 | 第五師団似島検疫所第一                    | 陸軍第二開所                              | --                        |
| 1905年 | 露西亜俘虜収容所併設                      |                                           | --                        |
| 1906年 | 移管、陸軍運輸部似島検疫所第一/第二消毒所 | 移管、陸軍運輸部似島検疫所第一/第二消毒所 | --                        |
| 1910年 | 海軍に移管、呉海軍病院似島消毒所          | 陸軍運輸部似島検疫所                      | --                        |
| 1917年 |                                           | 似島俘虜収容所併設                        | --                        |
| 1920年 |                                           | 似島俘虜収容所閉所                        | --                        |
| 1923年 | 閉鎖、倉庫に                              | 似島陸軍検疫所                            | --                        |
| 1940年 | --                                        | 似島陸軍検疫所                            | 陸軍馬匹検疫所開所        |
| 1945年 | 広島市への原子爆弾投下                    | 広島市への原子爆弾投下                    | 広島市への原子爆弾投下    |
| 1946年 | 似島学園開校                              | 移管、厚生省似島検疫所                    | 閉鎖                      |
| 1949年 | 似島学園                                  | 厚生省似島検疫所                          | 市立似島小/似島中学校移転 |
| 1958年 | 似島学園                                  | 閉鎖                                      | 似島小/似島中             |
| 1965年 | 似島学園                                  | 平和養老館開館                            | 似島小/似島中             |
| 1984年 | 似島学園                                  | 似島臨海少年自然の家開設                  | 似島小/似島中             |

## 所長
陸軍似島検疫所
- 江間孚通 砲兵大佐:1895年5月6日 - [8]
- 石丸言知 憲兵中佐:1904年10月26日 - 1906年6月14日[42]
- 山本正熊 歩兵少佐:1906年6月15日 - [43]
- 福島知雄 歩兵少佐:1907年5月11日 - 7月26日

海軍呉海軍病院似島消毒所

## 施設
以下、1907年（明治40年）発行の『明治三十七八年戦役検疫誌』を参考に第1および第2検疫所の施設群を示す。馬匹検疫所は資料不明。
この時点での施設は木造平屋建でほとんどが縦長に作られており、3から5棟を1セットとして○○室と区分していた。後にとられた写真には2階建のものも存在していた。これら主要棟（室）は線路で結ばれトロッコ状の運搬車が配備されていた。発電棟も存在した。
第1検疫所
第1が初期からあった検疫所であり、避病院（隔離施設）もこの敷地内にあった。人の流れとして、
1. 船で北端に位置した未消毒桟橋から上陸。停泊中の船上および上陸後に軍医による診断。
2. その背後の「消毒区」と呼ばれる施設群で入浴と衣類及び装備品の消毒。
3. そこから東側海沿いにあった「停留舎」に滞在する。なお宿舎は将校・下士・人夫別々に設けられている。異常がなかった者は既消毒桟橋から離島。
4. その南側が避病院となり、「疑症室」、更に南に「真症室」、その西隣山沿いに「ペスト病室」や「回復室」があった。
5. その南側に火葬場および焼却場があった。

第2検疫所
後に作られた検疫所である。こちらには避病院が無いため、第1の1～3の流れになる。未消毒桟橋が岬の突端付近、既消毒桟橋が湾内奥にあり、その間に消毒区と停留舎があった。

## 遺構
現在、島内には検疫所関連の遺構が存在する。なお広島市は爆心地から5キロメートル以内のものを被爆建物としているため、これら島内の遺構は被爆した遺構とは見られていない。以下、検疫所に関係するもののみを列挙する。
旧第1検疫所付近（似島学園）
- 桟橋跡 - 未消毒桟橋、既消毒桟橋どちらと現存している。
- 軍用水道跡 - 特に貯水場跡は近代土木遺産に指定されている。
- 焼却炉跡 - 上記のものではなく敷地北側にあるもの。

旧第2検疫所および馬匹検疫所付近（平和養老館から文教地区）
- 桟橋跡 - 未消毒桟橋、既消毒桟橋および荷揚げ用の桟橋。
- 似島陸軍検疫所跡の碑 - 臨海少年自然の家建設にあたりその施設内の遺構はすべて取り壊された代わりとして建立。
- 馬匹焼却炉跡 - 当時敷地内にあったものを後の発掘作業後に自然の家敷地に移設したもの。死亡した被爆者を火葬した記録も残る。

旧第1検疫所が倉庫として用いられていた時代に作られた遺構もある。
- 似島弾薬庫跡 - その跡には土塁やコンクリート製と煉瓦積のトンネルが残っている。
- 一億一心の碑 - 建立年度不明。一億一心とは、1940年（昭和14年）7月23日近衛文麿首相ラジオ演説『大命を拝して』内で発言した「大御心を仰いで一億一心、真実の御奉公を期さねばならぬ」から端を発して出来たスローガン。つまり建立時においては「（太平洋戦争を）心を一つにしてやりぬく」の意。

旧第2検疫所内の俘虜収容所関連のものは以下のとおり。
- ドイツ菩提樹 - ドイツにある独日文化交流育英会から寄贈された全国の俘虜収容所跡に植えられた記念樹の一つ。2004年（平成16年）植樹。

被爆関連施設としては
- 慰霊碑 - 被爆後、埋葬された霊を鎮魂するため千人塚が建てられていた。1947年（昭和22年）広島市は発掘により更に見つかった遺骨をあわせ、千人塚より海沿いにあたる現在地に慰霊碑を建立した。

その他、島内には旧陸軍の遺構が数多く残っている。

## 銅像
似島には1938年（昭和13年）に似島第一検疫所の創設に尽力した後藤新平像が造られ、金属類回収令を避けるために3分割されて防空壕に保管されていた時期もあったが、1992年（平成4年）に似島学園内に移設・建立された。その後、2024年（令和6年）に後藤新平像は海岸沿いへ移設され、その際に説明板が新たに設けられた。

## 交通
島への交通は主に船舶である。島内に公共交通機関はなく、似島港にレンタル自転車があるのみ。

## 参考資料
- 『官報』
- 『ドイツからの贈りもの -国境を越えた奇跡の物語-』（2006年1月22日、テレビ新広島/CX）
ドイツ人捕虜チームイレブンの写真から、子孫を探すドキュメンタリー。ユーハイムやウォルシュケのエピソードも登場した。
- 陸軍省『明治三十七八年戦役検疫誌』1907年。2014年5月19日閲覧。
- 広島県庁『広島臨戦地日誌』志熊直人、1899年。2014年5月19日閲覧。
- 清水辰太『海軍衛生制度史』 2巻、海軍軍医会、1930年。2014年5月19日閲覧。